# یلیزاوتا بریژینا
یلیزاوتا بریژینا (اوکراینی: Єлизавета Вікторівна Бризгіна؛ زادهٔ november ۲۸, ۱۹۸۹ (۳۵ سال)) ورزشکار دو و میدانی اهل اوکراین است.
وی در مسابقات کشوری و بین‌المللی در مجموع برندهٔ ۲ مدال طلا، ۵ مدال نقره، ۱ مدال برنز شده‌است.